# Пташников, Иван Николаевич
Ива́н Никола́евич Пта́шников (бел. Іван Мікалаевіч Пташнікаў; 7 октября 1932, дер. Задроздье, Плещеницкий район, БССР (ныне Логойский район Минской области, Беларусь) — 28 июля 2016, Минск, Беларусь) — советский белорусский писатель. Лауреат Государственной премии Белорусской ССР имени Якуба Коласа (1978). Заслуженный работник культуры БССР (1983). Член СП БССР (1959), член СП СССР (1959).

## Биография
Родился в крестьянской семье. До начала Великой Отечественной войны окончил 3 класса Задрозденской начальной школы. С 1941 по 1944 гг. деревня находилась под немецкой оккупацией, которую пережила и семья Пташниковых. После войны окончил Крайскую семилетку, Плещеницкую белорусскую среднюю школу (1951). Работал в редакции плещеницкой районной газеты «Ленинец», учителем начальной школы в деревне Лонва. В 1957 г. окончил отделение журналистики филологического факультета Белорусского государственного университета имени В. И. Ленина.
Работал редактором художественной литературы в Государственном издательстве Белорусской ССР (1957—1958), редактором отдела прозы белорусского литературного журнала «Маладосць» (1958—1962), редактором отдела прозы белорусского литературного журнала «Полымя» (1962—1995), редактором отдела теории истории журнала «Театральная Беларусь» (1995—1997). Член Союза писателей БССР (1959), член Союза писателей СССР (1959).
Похоронен на Северном кладбище.

## Творчество
Иван Пташников — бытописатель современной белорусской жизни, представитель белорусской «деревенской» прозы, тонкий пейзажист, владеющий богатством живого народного языка. Дебютировал стихотворением «На родном поле» в 1952 г. Первое произведение в прозе — повесть «Чачик» — опубликовал в журнале «Полымя» в 1957 г.
Первая книга — сборник повестей и рассказов «Зёрна падают не на камень» (1959). Следующий сборник рассказов — «Степан Жихар из Стешиц» (1966). Автор повестей «Лонва» (1964), «Тартак» (1967, по сценарию автора в 1973 году снят одноимённый художественный фильм на Белорусском телевидении). Повесть «Найдорф» (1975) описывает борьбу партизан и жителей оккупированной Белоруссии против фашистских захватчиков. За эту повесть Иван Пташников в 1978 году удостоен Государственной премии БССР имени Якуба Коласа. Автор романов «Жди в далёких Гринях» (1960), «Мстижи» (1970), «Олимпиада» (1984, поставлен одноимённый телеспектакль на Белорусском телевидении в 1989 г.). Рассказ «Львы» (1987) посвящён аварии на ЧАЭС. Многие произведения Пташникова переведены на русский, польский, чешский, украинский и другие языки.

## Экранизации
- 1973 — «Тартак», телефильм по мотивам одноимённой повести (сценарий И. Пташникова, режиссёр В. Карпилов), производство ТО «Телефильм» Белорусского телевидения.
- 1968 — «Родом отсюда», художественный фильм по мотивам рассказа «Степан Жихар из Стешиц» (сценарий М. Герчика и В. Лаврова, режиссёр В. Орлов, оператор Л. Броутман), производство Белорусского телевидения.
- 1989 — «Олимпиада», телевизионный спектакль по одноимённому роману в 2-х сериях Белорусского телевидения.
- 2020 — «Алеша», по повести «Найдорф», Россия, Производство ООО «ГМП КИТ» совместно с ООО «Киностудия КИТ» и ООО "ТРОМЕДИА

## Награды и премии
- Государственная премия БССР имени Якуба Коласа (1978) — за повесть «Найдорф».
- орден «Знак Почёта»
- медаль Франциска Скорины (1994)[20]